# Квартет на конец света
Квартет на конец света (фр. Quatuor pour la fin du temps) — восьмичастное произведение камерной музыки, написанное французским композитором Оливье Мессианом. Квартет написан для кларнета, скрипки, виолончели и фортепиано. Он впервые был исполнен 15 января 1941 года в немецком лагере Шталаг VIII-A, где Мессиан был военнопленным.

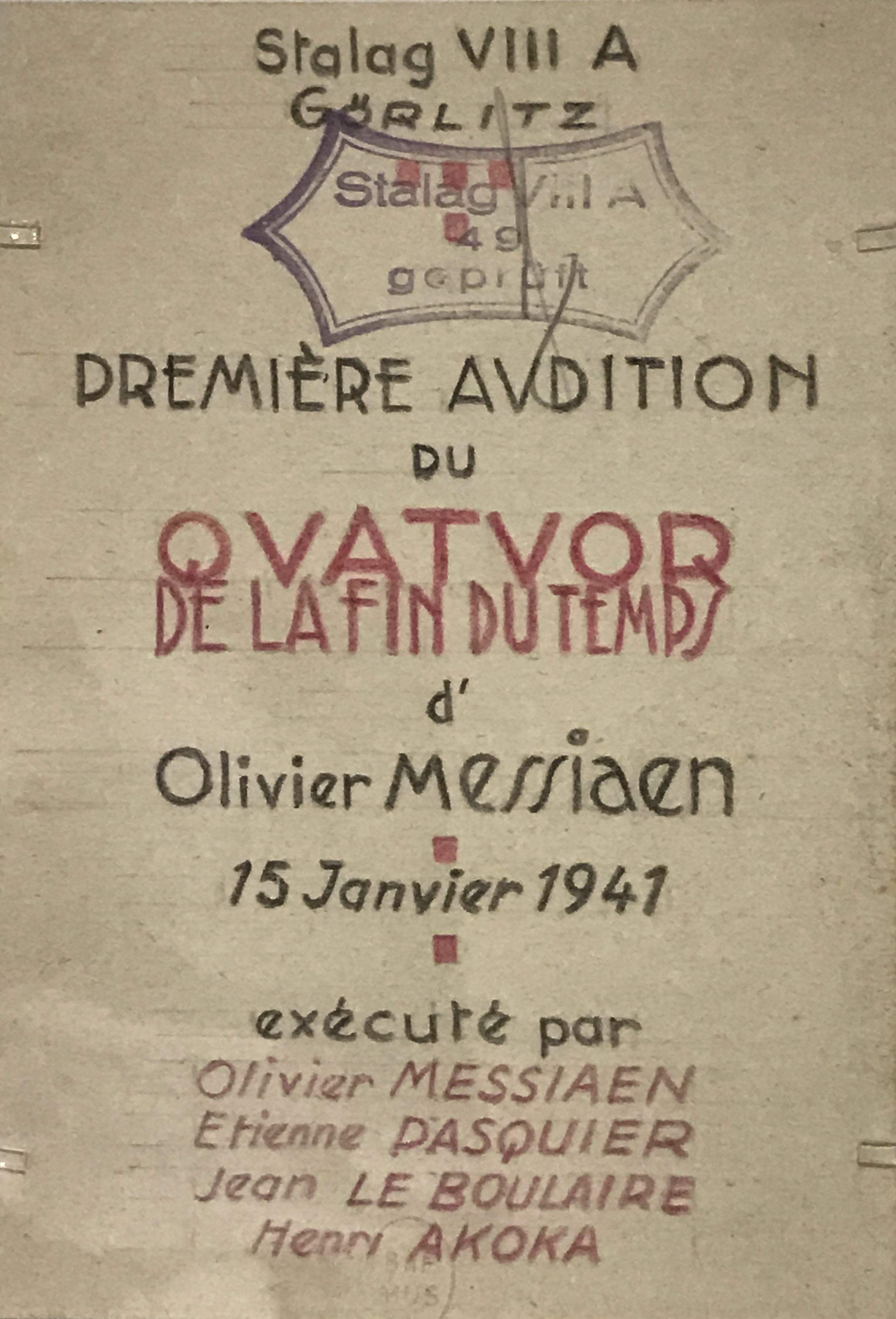
Приглашение на премьеру

## История
Мессиану было 29 лет, когда началась Вторая мировая война. После Компьенского перемирия 1940 года, Мессиан, служивший во французском медицинском корпусе, попал в плен. Его поместили в Шталаг VIII-A, лагерь для военнопленных в Гёрлице, Германия (сегодняшний Згожелец, Польша), вместе с несколькими другими музыкантами, в том числе кларнетистом Анри Акокой, скрипачом Этьеном Паскье и виолончелистом Жаном ле Булером. Сам Мессиан был пианистом и органистом.
В течение следующего года Мессиан смог написать квартет для этих инструментов благодаря помощи охранников, особенно Карла-Альберта Брюля, который обеспечивал Мессиана нотной бумагой и карандашами. Мессиан с коллегами представили завершённый квартет перед полной лагерной аудиторией 15 января 1941 года.

## Вдохновение
Квартет был вдохновлён книгой Откровения (глава 10, стихи 1-7), из которой Мессиан написал выдержки в предисловии к партитуре:
И видел я другого Ангела сильного, сходящего с неба, облеченного облаком; над головою его была радуга, и лице его как солнце, и ноги его как столпы огненные.
И поставил он правую ногу свою на море, а левую на землю.
И Ангел, которого я видел стоящим на море и на земле, поднял руку свою к небу,
и клялся Живущим во веки веков, что времени уже не будет;
но в те дни, когда возгласит седьмой Ангел, когда он вострубит, совершится тайна Божия.

## Структура
Квартет состоит из восьми частей. Относительно количеству частей, Мессиан объяснял, что «Семь — это совершённое число, творение — шесть дней, освящённых Божественной субботой; седьмое из этого покоя продолжается в вечности и становится восьмым из неизменного света, неизменного мира».

### I. Liturgie de cristal («Литургия хрусталя»)
Состав: для квартета
Мессиан пишет:
Между тремя и четырьмя часами утра просыпаются птицы: импровизирует солист — Дрозд или Соловей, окруженный шумной пылью, ореолом трелей, затерянных высоко на деревьях. Перенесите это на религиозный уровень, и у вас будет гармоничная тишина неба.

### II. Vocalise, pour l’Ange qui annonce la fin du Temps («Вокализ для Ангела, возвещающего конец света»)
Состав: для квартета
Первая и третья (очень короткие) части повествуют о силе этого сильного Ангела, облачённого в радужную оболочку и облачённого в облако, который ставит одну ногу на море, а одну — на сушу. «Середина» — это неосязаемые гармонии неба. На пианино плавные каскады сине-оранжевых аккордов, окружающие своим далеким перезвоном почти простую мелодию скрипки и виолончели.

### III. Abîme des oiseaux («Бездна птиц»)
Состав: для кларнета соло
Бездна — это время, с его печалями, его усталостью. Птицы — это противоположность времени; это наше стремление к свету, звёздам, радугам и ликующим голосам.

### IV. Intermède («Интермедия»)
Состав: для кларнета, скрипки и виолончели
Скерцо, имеющее более внешний характер, чем другие части, но связанное с ними, однако, несколькими мелодическими «напоминаниями».

### V. Louange à l'Éternité de Jésus («Хвала вечности Иисуса»)
Состав: для виолончели и фортепиано
Иисус здесь рассматривается как Слово. Большая, бесконечно медленная фраза виолончели с любовью и благоговением возвеличивает вечность этого мощного и нежного Слова, «годы которого не иссякнут». Величественно мелодия распространяется в какой-то далекой нежной и властной. «В начале было Слово, и Слово было у Бога, и Слово было Бог».

### VI. Danse de la fureur, pour les sept trompettes («Танец ярости для семи труб»)
Состав: для квартета
Ритмично, самый характерный фрагмент в этой части. Четыре инструмента в унисон воздействуют на звуки гонгов и труб (первые шесть труб Апокалипсиса сопровождаются различными бедствиями, труба седьмого Ангела возвещает о поглощении тайны Бога). Использование добавленной стоимости, увеличенных или уменьшенных ритмов, необратимых ритмов. Каменная музыка, грозный звонкий гранит; непреодолимое движение стали, огромные глыбы фиолетовой ярости, ледяного опьянения. Особенно слушайте ужасный фортиссимо темы, увеличивая и изменяя регистр её различных нот ближе к концу песни.

### VII. Fouillis d’arcs-en-ciel, pour l’Ange qui annonce la fin du Temps («Хаос радуг для Ангела, возвещающего конец света»)
Состав: для квартета
Здесь приведены некоторые отрывки из второй части. Появляется ангел, полный силы, и особенно Радуга, покрывающая его (радуга, символ мира, мудрости и любых световых и звуковых вибраций). В своих снах я слышу и вижу упорядоченные аккорды и мелодии, известные цвета и формы; затем, после этой переходной стадии, я погружаюсь в нереальное и в экстазе испытываю поворот, круговое объединение сверхчеловеческих звуков и цветов. Эти огненные мечи, эти потоки сине-оранжевой лавы, эти резкие звёзды: вот беспорядок, вот Радуга.

### VIII. Louange à l’Immortalité de Jésus («Хвала бессмертию Иисуса»)
Состав: для скрипки и фортепиано
Долгое соло на скрипке, исполняющее соло на виолончели 5-й части. К чему эта 2-я похвала? Эта вторая похвала более конкретно адресована второму аспекту Иисуса, человеку-Иисусу, Слову, ставшему плотью, воскресшему бессмертным, чтобы сообщить нам свою жизнь. Она — вся любовь. Его медленное восхождение к наивысшему регистру — это восхождение человека к своему Богу, от Божьего ребёнка к своему отцу, от обожествленного существа к Раю.

## Теория
В предисловии к партитуре Мессиан объясняет немного о ритмической технике квартета. Одна из этих техник — необратимые ритмы; это значит, что ритмы — одинаковые вперёд и назад. Их значение особенно важно проявляется в шестой части.